# Poltrona Barcelona
La poltrona Barcelona (seggiola Barcellona) fu progettata da Ludwig Mies van der Rohe e Lilly Reich in occasione dell'Esposizione universale di Barcellona del 1929, per il padiglione tedesco (anch'esso di Mies van der Rohe). La poltrona Barcelona è un'icona del disegno industriale prodotto dal movimento moderno, in particolare dall'astrattismo, e trasuda una semplice eleganza che incarna il più celebre motto di Mies van der Rohe “less is more”. 

## Design
Come figura nascente del movimento modernista, Ludwig Mies van der Rohe fu scelto per progettare il padiglione tedesco per l'Esposizione universale di Barcellona del 1929. Mies crea uno spazio ritmico e del tutto senza precedenti che eleva i materiali dell'era industriale ad un livello di grazia mai raggiunto. All'interno Mies incluse sedie e sgabelli concepite come luogo di riposo per il Re e la Regina di Spagna e, determinato a creare una sedia degna della regalità, Mies si ispira alla Roma antica.
Sebbene il Padiglione di Barcellona rimase solo sette mesi, il progetto è riconosciuto con un risultato che definisce l'architettura moderna.
Mies, caro amico e mentore di Florence Knoll durante il suo periodo all'Illinois Institute of Technology, concesse all'azienda Knoll i diritti di produrre la poltrona Barcelona e lo sgabello nel 1953. Questo design divenne subito la firma del marchio Knoll che produce ancora oggi la collezione secondo il progetto degli architetti.

## Materiali e produzione
La poltrona è realizzata con materiali innovativi per il tempo, come l'acciaio, molto amato da Mies, ed è strutturata in modo tale da favorirne la produzione in serie. Il cuscino è costituito da 40 riquadri, tutti uguali, tagliati e cuciti a mano con trapuntatura a bottoni. I riquadri vengono dallo stesso taglio di pelle.
Fu ri-progettata nel 1950 (l'architetto apportò alcune piccole modifiche ai materiali utilizzati) e commercializzata tre anni dopo dall'azienda Knoll, tuttora proprietaria dei diritti di produzione.